# Répression éthiopienne dans l'Ogaden
Insurrection dans l'Ogaden
La répression dans l'Ogaden de 2007-2008 (appelée la sale guerre éthiopienne par certains médias,) est une campagne militaire menée par l'armée éthiopienne contre le Front national de libération de l'Ogaden (FNLO). Cette campagne a débuté à la suite de l'attaque des champs pétrolifères d'Abole par le FNLO, qui fit 74 morts en avril 2007.
Les principales opérations militaires se sont concentrées autour des villes de Degehabur, Kebri Dahar, Werder et Shilavo dans l'Ogaden, une zone située dans la région Somali en Éthiopie, berceau du FNLO.
Selon Human Rights Watch (HRW), de nombreuses violations des droits de l'homme auraient été commises par les militaires éthiopiens et les combattants du FNLO. Des centaines de civils ont été tués et des dizaines de milliers déplacés sur la seule année 2007, les chiffres exacts étant inconnus dans la mesure où le gouvernement éthiopien avait interdit l'accès à la région aux journalistes et aux organisations humanitaires. Plusieurs organisations des droits de l'homme ont comparé la situation dans l'Ogaden au sort réservé aux civils au cours de la guerre du Darfour au Soudan.

## Contexte

### L'insurrection
La région Somali à l'est de l'Éthiopie, dont la majeure partie constitue l'Ogaden, est le siège d'un conflit armé depuis de nombreuses années entre le gouvernement éthiopien et le FNLO. Créé en 1984, le FNLO est composé de partisans qui avaient pour beaucoup soutenu la Somalie durant la guerre de l'Ogaden contre l'Éthiopie à la fin des années 1970.
Le FNLO s'était battu contre le Derg de Mengistu Hailé Mariam, mais ne s'était pas allié au Front de libération des peuples du Tigré (FLPT) qui prit ensuite le pouvoir et dont le leader était l'actuel premier ministre du pays Meles Zenawi. En 1992, après la chute de Mengistu, le FNLO remporta le pouvoir dans la région Somali nouvellement créée. Cependant, les revendications d'indépendance du FNLO ont miné ses relations avec le gouvernement national ce qui a conduit à son éviction du gouvernement en 1994. Le FNLO s'est alors tourné vers la lutte armée contre le gouvernement éthiopien et, pendant plus d'une décennie, une forte présence militaire éthiopienne dans la région a donné lieu à de nombreuses altercations entre les deux parties.

### Les attentats du FNLO en avril-mai 2007
Le 24 avril 2007, des membres du FNLO lancent un raid sur une exploitation pétrolière chinoise à Abole, dans la région Somali, tuant 65 ouvriers éthiopiens et 9 chinois. Les combattants affirment avoir « complètement détruit » le champ pétrolier. La plupart des personnes tuées sont des ouvriers, des gardes ainsi que du personnel d'encadrement.
Le 28 mai 2007, des combattants du FNLO lancent des grenades lors de cérémonies à Djidjiga et Degehabur. La déflagration et la panique qui suivent font 17 morts et des douzaines de blessés dont le président de la région Somalie. La plupart des victimes qui succombent à ces deux attentats simultanés sont des civils, dont un jeune écolier de 17 ans et plusieurs femmes. Le FNLO nie toute implication dans ces attentats.

## Chronologie
En juin 2007, l'armée éthiopienne a commencé à masser ses troupes dans l'Ogaden, en jurant de «traquer les rebelles». Elle a commencé à fermer les routes de la région aux échanges commerciaux ainsi qu'aux organisations humanitaires et, le 9 juin 2007, le Premier Ministre Meles Zenawi annonça que le gouvernement éthiopien avait entamé une offensive à grande échelle pour supprimer la rébellion du FNLO et avait considérablement renforcé le nombre de militaires dans la région Somalie.
Le 18 juin, dans le village de Labiga, au sud de la ville de Degehabur, les forces éthiopiennes auraient tué 21 villageois qui s'était opposés à l'armée qui tentait de prendre leurs bétails. De juin à septembre 2007, la campagne de contre-insurrection   atteint son apogée avec une utilisation systématique de mesures abusives par les militaires.

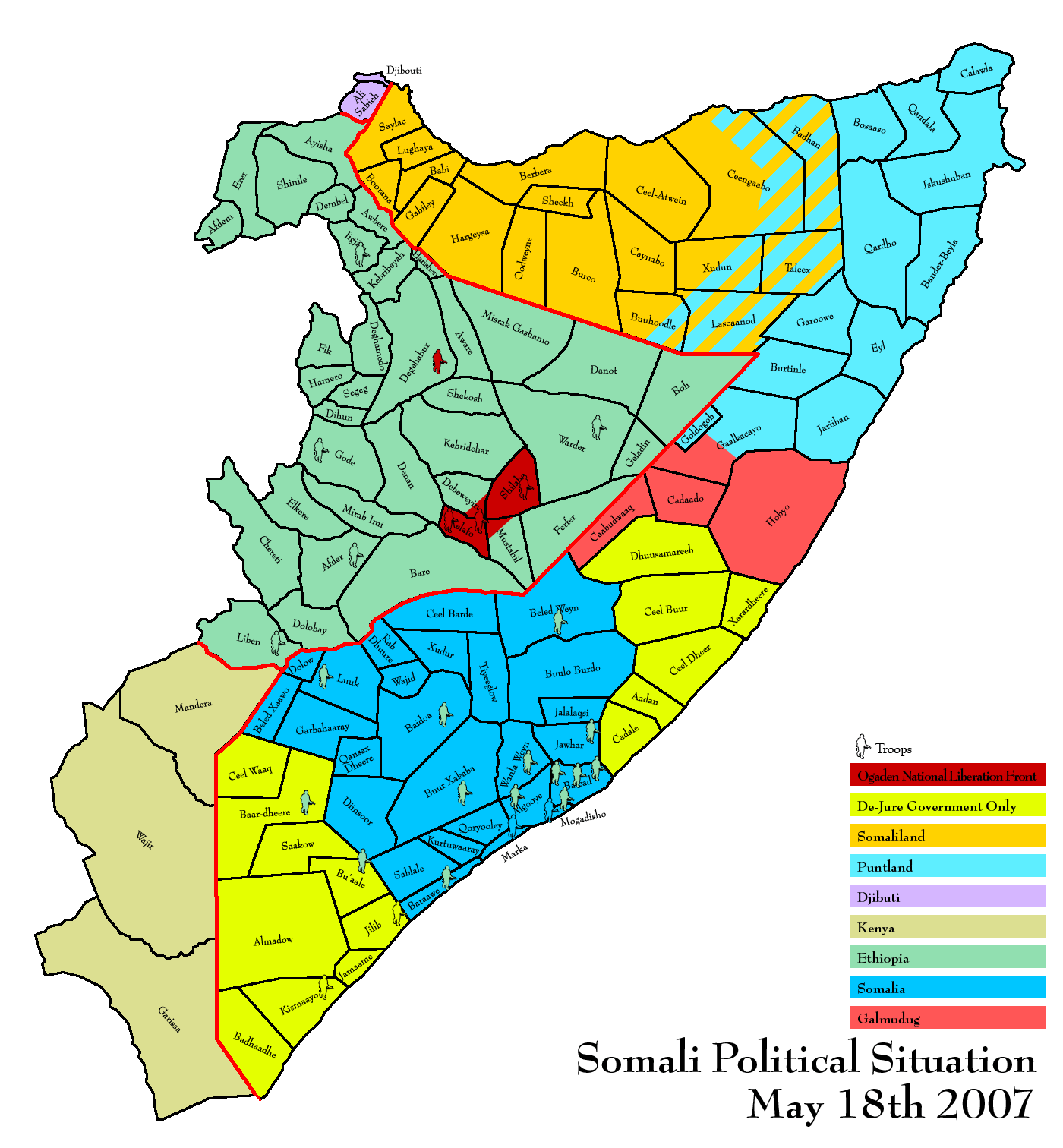
Zones de conflit en rouge foncé

Le FNLO annonça un cessez-le-feu le 2 septembre lorsqu'une mission de l'ONU fut chargée d'examiner sa plainte au sujet des atteintes au droit de l'homme commises par le régime éthiopien : "Effectif immédiatement. Les forces armées du Front national de libération de l'Ogaden cesseront toute offensive militaire contre les troupes et milices pour la durée de la mission d'enquête de l'ONU". À partir de septembre 2007, la stratégie du gouvernement éthiopien est passée de l'exploitation directe des forces militaires à l'augmentation du recrutement forcé et le déploiement de milices locales.
Le 21 octobre, un porte-parole du FNLO indiqua avoir tué 250 soldats au cours d'une bataille près de la localité de Werder, cette information n'a toutefois jamais été confirmée par le gouvernement éthiopien ni par une source indépendante. Le 4 novembre, le FNLO affirma que 270 soldats éthiopiens auraient péri dans des combats qui se seraient déroulés entre le 26 octobre et le 1er novembre, ce qui n'a, là encore, pas pu être vérifié par une source indépendante.
Le 16 novembre, l'armée éthiopienne annonce avoir tué 100 combattants du FNLO au cours du mois d'octobre et en avoir capturé une centaine d'autres. Deux jours plus tard, le 18 novembre, le FNLO rapporte que l'aviation éthiopienne aurait bombardé des villages et des habitations nomades dans la région de l'Ogaden, tuant plus d'une douzaine de civils,, ce que le gouvernement éthiopien contesta.
Le 28 novembre, le secrétaire général adjoint aux Affaires humanitaires de l'ONU, John Holmes indique que la situation humanitaire dans l'Ogaden est "potentiellement sérieuse mais pas encore catastrophique". Le Premier Ministre Meles Zenawi répond que les violations des droits de l'homme et la crise humanitaire "n'ont jamais existé, n'existent pas et n'existeront pas".
Le 26 février 2008, le FNLO annonce avoir tué 43 soldats lors de deux semaines de combats dans la partie nord de l'Ogaden, mais le gouvernement indiqua qu'il n'y avait eu aucun combat dans cette zone
Le premier ministre Meles Zenawi a déclaré le 21 mai 2008 que le FNLO a été en grande partie «neutralisé» par l'offensive militaire en cours depuis plus d'un an. « Il n'y a pas d'opération organisée par le FNLO dans la région Somalie. Il a été neutralisé. Il y a peut-être quelques personnes isolées et nous allons les cueillir un par un ». Le FLNO le conteste, indiquant qu'en dépit de la campagne de terreur menées par le gouvernement dans la région, l'armée ne l'a pas vaincu. Selon un rapport de Human Rights Watch, les incendies de village et les délocalisations ont toutefois diminué en 2008.

## Allégations deviolation des droits de l'homme

### Abus perpétrés par les militaires éthiopiens

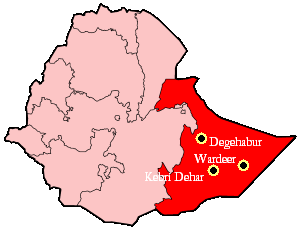
Principales zones de conflit dans la région Somali.

La campagne de répression militaire a déclenché une importante crise humanitaire, d'autant plus que, d'après le FNLO, le gouvernement aurait instauré un véritable blocus de la région afin de créer une "famine artificielle.
Selon l'organisation Human Rights Watch, les civils de la région Somalie ont été pris au piège entre les parties belligérantes. Des dizaines de civils auraient été tués dans ce qui semblait être une volonté délibérée de punir collectivement une population civile soupçonnée de sympathie avec les rebelles. Les interventions militaires dans les villages ont contraint les populations à quitter leurs villages, notamment dans les zones de Werder, de Korahe et de Degehabur, mais aussi dans d'autres zones qui n'étaient pourtant pas réputées pour abriter des sympathisants du FNLO. Les troupes éthiopiennes ont détruit des villages et des maisons, confisqué du bétail et obligé des civils à déménager, autant de pratiques considérées comme des violations du droit de la guerre
Les réfugiés fuyant la répression et les zones de combats racontaient des histoires de violences généralisées, de villages entièrement détruits, de vols, de meurtres ou de viols par des soldats éthiopiens. En octobre 2007, certains médias ont comparé la situation dans l'Ogaden au conflit du Darfour, avec des réfugiés indiquant que les troupes gouvernementales avaient brûlé des villages, violé et tué des civils.

### Abus perpétrés par le FNLO
Human Rights Watch a accusé le FNLO d'être responsable de nombreux abus et violations des droits de l'homme, notamment des enlèvements, des passages à tabac et des exécutions sommaires de civils, y compris des responsables gouvernementaux et de personnes soupçonnées de soutenir le gouvernement. Alors que les actes du FNLO étaient largement dirigés contre les forces armées éthiopiennes, il a parfois mené des attaques contre des zones civiles et utilisé des mines antipersonnel tuant aveuglément des civils. Le FNLO a également menacé de s'en prendre à des entreprises commerciales et il a imposé des «taxes» sur les camions et les convois se déplaçant dans les zones rurales sous son contrôle.

### Enrôlement forcé de civils
Plusieurs réfugiés éthiopiens et organismes internationaux ont rapporté en décembre 2007 que l'armée éthiopienne, mise à rude épreuve par son déploiement en Somalie, a été contrainte d'enrôler des civils locaux pour combattre aux côtés des troupes contre les rebelles du FNLO. Ces milices sous-équipées et mal formées ont subi de lourdes pertes dans plusieurs batailles. Des soldats faisaient irruption dans les hôpitaux pour trouver des recrues et menaçaient d'emprisonner le personnel de santé qui auraient refusé. Dans certains cas, des listes de noms étaient affichées sur des bulletins publics qui ordonnaient aux employés gouvernementaux de se présenter pour remplir leur devoir. Beaucoup de ceux qui ont refusé ont été fusillés, emprisonnés et, dans certains cas torturés
Les responsables éthiopiens ont nié ces accusations, affirmant que les tribus locales avaient volontairement décidé de former des groupes de défense contre le FNLO. Plusieurs fonctionnaires des Nations unies et des diplomates occidentaux ont déclaré avoir évoqué cette question avec le gouvernement lors de séances privées, mais ne pouvoir faire aucun commentaire public de peur de provoquer la colère du Gouvernement éthiopien, et une possible suspension de l'action humanitaire dans la région.

## Expulsion des organisations humanitaires
Une grande partie de la région Somali était inaccessible aux organisations étrangères lorsque les troupes éthiopiennes ont mené la répression contre le FNLO. En juillet 2007, le gouvernement donna à la Croix-Rouge sept jours pour quitter l'Ogaden. L'ONG Médecins sans frontières, qui était l'une des 12 ONG autorisées à travailler dans l'Ogaden, a accusé l'Éthiopie de lui interdire l'accès à la région.
Le 6 novembre, le Bureau de la coordination des affaires humanitaires (OCHA) a annoncé la mise en place d'installations humanitaires dans l'Ogaden. L'ONU a également appelé à une enquête indépendante sur les allégations de violations des droits de l'homme.

## Implication de l'Érythrée et la Somalie
L'Éthiopie accuse son voisin l'Érythrée d'utiliser le FNLO pour engager une guerre par proxy afin de détruire l'économie éthiopienne. Les deux pays sont restés des ennemis jurés depuis la guerre frontalière qui les opposa en 1998-2000 et qui n'est toujours pas résolue aujourd'hui. Le gouvernement d'Asmara nie avoir apporté une quelconque aide au FNLO et accuse l'Éthiopie de faire de l'Érythrée un bouc émissaire face à son incapacité à régler les différends avec les nombreux peuples éthiopiens.
La campagne de répression était également liée aux opérations militaires éthiopiennes en Somalie. L'une des raisons pour lesquelles l'Éthiopie voulait évincer l'Union des tribunaux islamiques en décembre 2006 était sans doute sa volonté de rompre les liens entre le FNLO, les tribunaux islamiques au pouvoir et l'Érythrée, ces derniers étant suspectés d'avoir fourni des armes et un soutien logistique au FNLO. Certains experts estiment que le FNLO était actif dans la capitale somalienne Mogadiscio en 2006 lorsque celle-ci était contrôlée par l'Union des tribunaux islamiques et que des combattants islamiques se seraient réfugiés dans l'Ogaden après avoir été évincés de la capitale par les troupes éthiopiennes.